# Palupera
Palupera – wieś w Estonii, prowincji Tartu, w gminie Elva. Dawniej siedziba gminy Palupera.
Znajduje tu się stacja kolejowa Palupera, położona na linii Tartu – Valga.